# 이타키촌 (히로시마현 후타미군)
이타키촌(板木村)은 히로시마현 후타미군에 설치되었던 촌이다. 1955년 3월 31일, 이타키촌, 세라군 쓰나촌(일부)·가미야마촌(일부)이 미와정으로 합병(신설 합병)되며 소멸하였다.